# Hamilton-Jacobi-Formalismus
Ziel des Hamilton-Jacobi-Formalismus (benannt nach den Mathematikern William Rowan Hamilton und Carl Gustav Jacob Jacobi) der Klassischen Mechanik ist es, die Hamiltonschen Bewegungsgleichungen mittels einer besonderen kanonischen Transformation
{\displaystyle (q,p)\rightarrow (q',p')}
zu vereinfachen. Dadurch wird eine neue Hamilton-Funktion erzeugt, die identisch Null ist:
{\displaystyle {\tilde {H}}(q',p',t)=0}
Dies hat zur Folge, dass sowohl die transformierten generalisierten Ortskoordinaten {\displaystyle q'}, als auch ihre kanonisch konjugierten Impulskoordinaten {\displaystyle p'} Erhaltungsgrößen sind, dass also alle dynamischen Größen in der neuen Hamilton-Funktion zyklische Koordinaten sind:
{\displaystyle {\begin{aligned}{\frac {\partial {\tilde {H}}}{\partial p'_{k}}}&={\dot {q}}'_{k}=0\quad \Leftrightarrow \quad q'_{k}=\mathrm {const} \\-{\frac {\partial {\tilde {H}}}{\partial q'_{k}}}&={\dot {p}}'_{k}=0\quad \Leftrightarrow \quad p'_{k}=\mathrm {const} .\end{aligned}}}
Diese transformierten Bewegungsgleichungen sind trivial, das Problem verlagert sich stattdessen auf das Finden einer passenden Erzeugenden {\displaystyle S}. Indem man ihre partielle Ableitung nach der Zeit zur untransformierten Hamilton-Funktion addiert, erhält man die transformierte Hamilton-Funktion:
{\displaystyle {\tilde {H}}(q',p',t)=H(q,p,t)+{\frac {\partial S}{\partial t}}=0.}
Dabei wird speziell eine erzeugende Funktion {\displaystyle S(q,p',t)} gewählt, die von den alten Ortskoordinaten {\displaystyle q} und den neuen (konstanten) Impulsen {\displaystyle p'} abhängt, so dass
{\displaystyle p_{k}={\frac {\partial S(q_{k},p'_{k},t)}{\partial q_{k}}}\ ,\quad q'_{k}={\frac {\partial S(q_{k},p'_{k},t)}{\partial p'_{k}}}.}
Eingesetzt in {\displaystyle {\tilde {H}}=0} ergibt sich die Hamilton-Jacobi-Differentialgleichung für {\displaystyle S}:
{\displaystyle H\!\left(q_{k},{\frac {\partial {S}}{\partial q_{k}}},t\right)+{\frac {\partial S}{\partial t}}=0}
Sie ist eine partielle Differentialgleichung in den Variablen {\displaystyle q_{k}} und {\displaystyle t} für die Hamiltonsche Wirkungsfunktion {\displaystyle S} (die Verwendung des Begriffs „Wirkung“ wird weiter unten begründet).

## Herleitung der Hamilton-Jacobi-Gleichung aus dem Wirkungsintegral
Zur konkreten Herleitung dieser Differentialgleichung betrachtet man das Wirkungsfunktional
{\displaystyle S[q](t)=\int _{0}^{t}L(s,q(s),{\dot {q}}(s))\mathrm {d} s}
mit der Lagrange-Funktion {\displaystyle L}. Die totale Zeitableitung hiervon gibt die Lagrange-Funktion zurück, d.h.
{\displaystyle {\frac {\mathrm {d} S}{\mathrm {d} t}}=L}.
Sieht man {\displaystyle S} jedoch als Funktion der Koordinaten {\displaystyle q} und {\displaystyle t} an, so ergibt sich für das totale Zeit-Differential
{\displaystyle {\frac {\mathrm {d} S}{\mathrm {d} t}}={\frac {\partial S}{\partial t}}+\sum {\frac {\partial S}{\partial q_{k}}}{\frac {\mathrm {d} q_{k}}{\mathrm {d} t}}={\frac {\partial S}{\partial t}}+\sum {\frac {\partial S}{\partial q_{k}}}{\dot {q_{k}}}}.
Die partielle Koordinatenableitung ergibt zusammen mit den Euler-Lagrange-Gleichungen
{\displaystyle {\frac {\partial S}{\partial q_{k}}}=\int _{0}^{t}{\frac {\partial L}{\partial q_{k}}}\mathrm {d} s=\int _{0}^{t}{\frac {\mathrm {d} }{\mathrm {d} s}}{\frac {\partial L}{\partial {\dot {q_{k}}}}}\mathrm {d} s={\frac {\partial L}{\partial {\dot {q_{k}}}}}=p_{k}}
mit den kanonischen Impulsen {\displaystyle p_{k}}. Durch Vergleich der totalen Zeitableitungen von {\displaystyle S} erhält man somit
{\displaystyle {\frac {\mathrm {d} S}{\mathrm {d} t}}=L={\frac {\partial S}{\partial t}}+\sum p_{k}{\dot {q_{k}}}},
woraus nach der Definition der Hamilton-Funktion die behauptete Gleichung sofort folgt.

## Hamilton-Jacobi-Formalismus für nicht explizit zeitabhängige Hamilton-Funktion
Für konservative Systeme (d. h. {\displaystyle H} nicht explizit zeitabhängig: {\displaystyle H(q,p)\neq H(t)}) wird zur ursprünglichen Hamilton-Funktion, die von den alten Impulsen und Orten abhängt, eine erzeugende Funktion {\displaystyle S(q,p')} konstruiert, die sie in eine neue Hamilton-Funktion transformiert, welche nur noch von den neuen (konstanten) Impulsen abhängt
{\displaystyle H(q,p)\Rightarrow {\tilde {H}}(p')}
Dabei sind die neuen Impulse Konstanten der Bewegung:
{\displaystyle {\dot {p}}'=-{\frac {\partial {\tilde {H}}(p')}{\partial q'}}=0\Leftrightarrow p'=\mathrm {const} ,}
die neuen Orte ändern sich nur linear mit der Zeit:
{\displaystyle {\dot {q}}'={\frac {\partial {\tilde {H}}(p')}{\partial p'}}=C\Leftrightarrow q'=Ct+b} mit {\displaystyle C,b=\mathrm {const} .}
Für {\displaystyle S(q,p')} muss gelten
{\displaystyle p={\frac {\partial S(q,p')}{\partial q}},}
{\displaystyle q'={\frac {\partial S(q,p')}{\partial p'}}}
Eingesetzt in die Hamilton-Funktion ergibt sich die Hamilton-Jacobi-Differentialgleichung für {\displaystyle S(q,p')} für konservative Systeme:
{\displaystyle H(q,p)\Rightarrow H\left(q,{\frac {\partial S(q,p')}{\partial q}}\right)={\tilde {H}}(p').}
Zur Veranschaulichung von {\displaystyle S} wird die totale Ableitung nach der Zeit berechnet
{\displaystyle {\begin{aligned}{\frac {\mathrm {d} }{\mathrm {d} t}}\,S(q,p')&={\frac {\partial S}{\partial q}}{\dot {q}}+{\frac {\partial S}{\partial p'}}{\dot {p}}'\\&=p{\dot {q}}+q'{\dot {p}}'\\&=p{\dot {q}}\quad \quad \quad \mathrm {wegen} \;{\dot {p}}'=0.\end{aligned}}}
Benutzt man nun die lagrangeschen Bewegungsgleichungen (mit Lagrangefunktion {\displaystyle L=T-V}, wobei {\displaystyle T} die kinetische Energie ist, {\displaystyle V(q)} das Potential):
{\displaystyle {\frac {\mathrm {d} }{\mathrm {d} t}}S(q,p')={\frac {\partial L}{\partial {\dot {q}}}}{\dot {q}}={\frac {\partial T}{\partial {\dot {q}}}}{\dot {q}}=2T}.
Die zeitliche Integration liefert
{\displaystyle S=\int _{t_{1}}^{t_{2}}2T\ \mathrm {d} t=W,}
also ist {\displaystyle S(q,p')} mit dem Wirkungsintegral identisch.

## Beispiel: Der eindimensionale harmonische Oszillator
Sei {\displaystyle U=U(q)} ein beliebiges Potential. Die Hamilton-Funktion lautet
{\displaystyle H(p,q)={\frac {p^{2}}{2m}}+U(q),}
die Hamilton-Jacobi-Gleichung
{\displaystyle {\frac {1}{2m}}\left({\frac {\partial S(q,p')}{\partial q}}\right)^{2}+U(q)={\tilde {H}}=E.}
Beim eindimensionalen Oszillator ist {\displaystyle {\tilde {H}}} die einzige Konstante der Bewegung. Da {\displaystyle p'} ebenfalls konstant sein muss, setzt man {\displaystyle p'={\tilde {H}}=E}, was für alle konservativen Systeme möglich ist.
{\displaystyle \left({\frac {\partial S(q,p')}{\partial q}}\right)^{2}+2mU(q)=2mp'}
Durch Integrieren folgt
{\displaystyle S(q,p')={\sqrt {2m}}\int _{q_{0}}^{q}{\sqrt {(p'-U({\tilde {q}}))}}\,\mathrm {d} {\tilde {q}},}
mit {\displaystyle q'={\frac {\partial S(q,p')}{\partial p'}}}
{\displaystyle q'={\frac {m}{\sqrt {2m}}}\int _{q_{0}}^{q}{\frac {\mathrm {d} {\tilde {q}}}{\sqrt {p'-U({\tilde {q}})}}}.}
Wegen der Hamiltonschen Bewegungsgleichung gilt außerdem
{\displaystyle {\dot {q}}'={\frac {\partial {\tilde {H}}(p')}{\partial p'}}={\frac {\partial E}{\partial p'}}={\frac {\partial p'}{\partial p'}}=1,}
{\displaystyle \Rightarrow q'=t-{t_{0}}.}
Um die Bewegung in {\displaystyle p(t)} und {\displaystyle q(t)} darstellen zu können, muss zu den alten Koordinaten zurücktransformiert werden
{\displaystyle p(t)={\frac {\partial S(q,p')}{\partial q}}={\sqrt {2m(p'-U(q))}},}
{\displaystyle q'=t-{t_{0}}={\frac {m}{\sqrt {2m}}}\int _{q_{0}}^{q}{\frac {\mathrm {d} {\tilde {q}}}{\sqrt {E-U({\tilde {q}})}}}.}
Für den Spezialfall des harmonischen Oszillators ergibt sich mit {\displaystyle U(q)={\frac {1}{2}}aq^{2}}
{\displaystyle p(t)={\sqrt {2m\left(E-{\frac {1}{2}}aq^{2}\right)}},}
{\displaystyle q'=t-{t_{0}}={\frac {m}{\sqrt {2m}}}\int _{q_{0}}^{q}{\frac {\mathrm {d} {\tilde {q}}}{\sqrt {E-{\frac {1}{2}}a{\tilde {q}}^{2}}}}.}
Somit (für den Fall {\displaystyle q_{0}=0})
{\displaystyle t-{t_{0}}={\sqrt {\frac {m}{a}}}\arcsin {\sqrt {\frac {a}{2E}}}q}
und letztlich
{\displaystyle q(t)={\sqrt {\frac {2E}{a}}}\sin {\sqrt {\frac {a}{m}}}(t-{t_{0})},}
{\displaystyle p(t)={\sqrt {2mE}}\cos {\sqrt {\frac {a}{m}}}(t-{t_{0}}).}